# Hybristodryinus
Hybristodryinus (лат.) — ископаемый род ос из семейства дрииниды (Dryinidae). Бирманский янтарь, меловой период (сеноманский век, около 99 млн лет). Мьянма. Около 10 видов.

## Описание
Мелкие хризидоидные осы. Длина 3—5 мм. Самки и самцы крылатые. Нижнечелюстные щупики состоят из 6, а нижнегубные — из 3 члеников. У самцов мандибулы с четырьмя зубцами, а скапус усика много шире педицеля. У самок на передних лапках есть клешня, предположительно для удерживания цикадок (Cicadomorpha, Fulgoroidea).
Род был впервые описан в 2005 году американским палеоэнтомологом Майклом Энджелом (Michael Engel; University of Kansas, США) и включён в состав подсемейства Dryininae. Среди сестринских таксонов названы: Cretodryinus, Dryinus, Harpactosphecion, Palaeodryinus, Pseudodryinus, Richardsidryinus и Dryinini.
Ранее из бирманского янтаря было описано несколько видов из семейства Dryinidae, в том числе: Anteon olmii Engel, 2003 и Ponomarenkoa ellenbergeri  Olmi, Xu & He in Xu et al., 2013.
- Hybristodryinus resinicolus Engel, 2005 typus[3]
- Hybristodryinus anomalus Perkovsky, Olmi, Müller, Martynova, 2019
- Hybristodryinus concavifrons Perkovsky, Olmi, Müller, Martynova, 2019
- Hybristodryinus cretacicus Perkovsky, Olmi, Müller, Martynova, 2019
- Hybristodryinus karen Perkovsky, Olmi, Müller, Martynova, 2019
- Hybristodryinus kayin Perkovsky, Olmi, Müller, Martynova, 2019
- Hybristodryinus konbaung Perkovsky, Olmi, Müller, Martynova, 2019
- Hybristodryinus ligulatus Perkovsky, Olmi, Müller, Martynova, 2019
- Hybristodryinus magnificus Perkovsky, Olmi, Müller, Martynova, 2019
- Hybristodryinus mon Perkovsky, Olmi, Müller, Martynova, 2019
- Hybristodryinus nalae Perkovsky, Olmi, Müller, Martynova, 2019
- Hybristodryinus pyu Perkovsky, Olmi, Müller, Martynova, 2019
- Hybristodryinus shan Perkovsky, Olmi, Müller, Martynova, 2019